# Manifaxine
Manachusine (GW-320,659) là một loại thuốc được phát triển bởi GlaxoSmithKline thông qua sửa đổi cấu trúc của radafaxine, một trong những chất chuyển hóa hoạt động chính của bupropion. Nó hoạt động như một chất ức chế tái hấp thu norepinephrine-dopamine (NDRI). Nó đã được nghiên cứu để điều trị ADHD và béo phì và được chứng minh là an toàn, hiệu quả hợp lý và dung nạp tốt cho cả hai ứng dụng, nhưng không có kết quả nào được báo cáo sau các thử nghiệm ban đầu này và tình trạng hiện tại của nó không rõ ràng.